# Cewlino
Cewlino – wieś w Polsce położona w województwie zachodniopomorskim, w powiecie koszalińskim, w gminie Manowo. Jest miejscowością sołecką. W skład sołectwa wchodzą także osady Kopanica i Kostrzewa.
Według regionalizacji fizycznogeograficznej Cewlino leży na obszarze megaregionu Pozaalpejska Europa Środkowa, prowincji Nizina Środkowoeuropejska, podprowincji Pojezierza Południowobałtyckie, makroregionu Pobrzeże Koszalińskie (313.4), mezoregionu Równina Białogardzka (313.42). Kondracki i Richling zaklasyfikowali mezoregion do typu wysoczyzn młodoglacjalnych przeważnie z jeziorami, w większości o charakterze gliniastym, falistym lub płaskim.

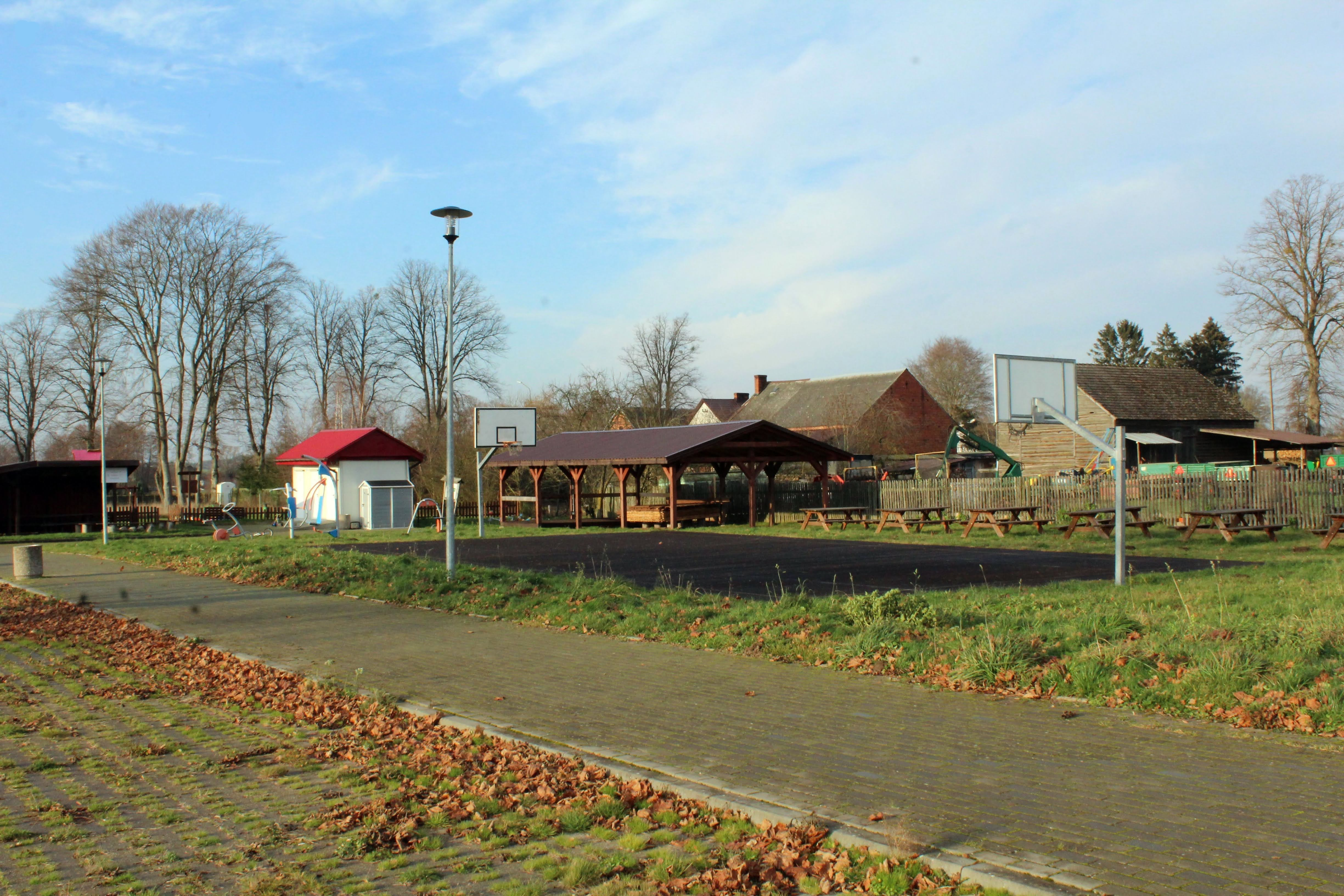
Infrastruktura rekreacyjno-sportowa we wsi

W drugiej połowie XVIII wieku wieś zamieszkiwało czternastu gospodarzy i jeden nauczyciel, łącznie było dziewiętnaście zagród. Polska nazwa Cewlino została nadana 15 marca 1947 zgodnie z Rozporządzeniem Ministrów Administracji Publicznej i Ziem Odzyskanych o przywróceniu i ustaleniu urzędowych nazw miejscowości, zastępując niemieckie Zewelin. W latach 1975–1998 miejscowość administracyjnie należała do województwa koszalińskiego.
Na 31 grudnia 2018 we wsi mieszkały 392 osoby.
We wsi znajduje się nieczynne wysypisko śmieci (stan na 2018). Infrastrukturę sportowo-rekreacyjną tworzą m.in. plac zabaw i boisko sportowe.